# Volta à Andaluzia de 2019
A 65.ª edição da Volta à Andaluzia (chamado oficialmente: Ruta Del Sol Vuelta Ciclista a Andalucía) foi uma corrida de ciclismo de estrada por etapas que se celebrou na Espanha entre 20 e 24 de fevereiro de 2019 sobre um percurso de 687 quilómetros dividido em 5 etapas, com início na cidade de Sanlúcar de Barrameda e final na cidade de Alhaurín de la Torre.
A prova pertenceu ao UCI Europe Tour de 2019 dentro da categoria 2.hc (máxima categoria destes circuitos). O vencedor final foi o dinamarquês Jakob Fuglsang do Astana seguido do espanhol Ion Izagirre, também do Astana, e o neerlandês Steven Kruijswijk do Jumbo-Visma.

## Equipas participantes
Tomaram parte na corrida 19 equipas: 6 de categoria UCI WorldTeam convidados pela organização; 12 de categoria Profissional Continental; e 1 de categoria Continental. Formando assim um pelotão de 130 ciclistas dos que acabaram 114. As equipas participantes foram:
| Equipes WorldTeam (6)- Movistar Team - Lotto Soudal - Mitchelton-Scott - Bahrain-Merida - Astana - Team Jumbo-Visma Equipes profissionais Continentais (12)- Caja Rural-Seguros RGA - Vital Concept-B&B Hotels - Sport Vlaanderen-Baloise - Roompot-Charles - Euskadi Basque Country-Murias - Wanty-Groupe Gobert - Burgos-BH - Androni Giocattoli-Sidermec - Rally UHC Cycling - Gazprom-RusVelo - Bardiani CSF - Nippo Vini Fantini Faizanè Equipe Continental- Fundación Euskadi |
| |

## Percorrido
A Volta à Andaluzia dispôs de cinco etapas para um percurso total de 687 quilómetros, dividido em duas etapas em média montanha, uma etapa de alta montanha, uma jornada mista que combina um percurso plano e em média montanha e por último como novidade uma contrarrelógio individual.
| Etapa | Data    | Percurso                                      | type                      | Distância (km) | Vencedor       | Líder geral    |
| ----- | ------- | --------------------------------------------- | ------------------------- | -------------- | -------------- | -------------- |
| 1     | 20 fev. | Sanlúcar de Barrameda – Alcalá de los Gazules | média montanha            | 170,5          | Tim Wellens    | Tim Wellens    |
| 2     | 21 fev. | Sevilha – Torredonjimeno                      | etapa escarpada           | 216,5          | Matteo Trentin | Tim Wellens    |
| 3     | 22 fev. | Mancha Real – La Guardia de Jaén              | contrarrelógio individual | 16,2           | Tim Wellens    | Tim Wellens    |
| 4     | 23 fev. | Armilla – Granada                             | média montanha            | 119,9          | Simon Yates    | Jakob Fuglsang |
| 5     | 24 fev. | Villa de Otura – Alhaurín de la Torre         | média montanha            | 163,9          | Matteo Trentin | Jakob Fuglsang |

## Desenvolvimento da corrida

### 1.ª etapa
| Sanlúcar de Barrameda - Alcalá de los Gazules | média montanha | (170,5 km) |

| \| Classificação por etapas \| Classificação por etapas \| Classificação por etapas \| Classificação por etapas \| Classificação por etapas \| \| Ciclista \| Ciclista \| Equipe \| Tempo \| \| \| ------------------------ \| ------------------------ \| -------------------------- \| ------------------------ \| ------------------------ \| \| 1. \| Tim Wellens \| Lotto-Soudal \| 4h24m12s \| \| \| 2. \| Jakob Fuglsang \| Astana \| + 5s \| \| \| 3. \| Ion Izagirre \| Astana \| + 5s \| \| \| 4. \| Jack Haig \| Mitchelton-Scott \| + 5s \| \| \| 5. \| Steven Kruijswijk \| Team Jumbo-Visma \| + 9s \| \| \| 6. \| Pello Bilbao \| Astana \| + 9s \| \| \| 7. \| Marco Canola \| Nippo-Vini Fantini-Faizanè \| + 9s \| \| \| 8. \| Aleksandr Vlasov \| Gazprom-RusVelo \| + 9s \| \| \| 9. \| Antwan Tolhoek \| Team Jumbo-Visma \| + 9s \| \| \| 10. \| Guillaume Martin \| Wanty-Gobert \| + 13s \| \| |                   |                            |          |
| |                   |                            |          |
| Fonte: ProCyclingStats |                   |                            |          |
| Classificação por etapas |                   |                            |          |
| Ciclista | Ciclista          | Equipe                     | Tempo    |
| 1. | Tim Wellens       | Lotto-Soudal               | 4h24m12s |
| 2. | Jakob Fuglsang    | Astana                     | + 5s     |
| 3. | Ion Izagirre      | Astana                     | + 5s     |
| 4. | Jack Haig         | Mitchelton-Scott           | + 5s     |
| 5. | Steven Kruijswijk | Team Jumbo-Visma           | + 9s     |
| 6. | Pello Bilbao      | Astana                     | + 9s     |
| 7. | Marco Canola      | Nippo-Vini Fantini-Faizanè | + 9s     |
| 8. | Aleksandr Vlasov  | Gazprom-RusVelo            | + 9s     |
| 9. | Antwan Tolhoek    | Team Jumbo-Visma           | + 9s     |
| 10. | Guillaume Martin  | Wanty-Gobert               | + 13s    |

| \| Classificação geral \| Classificação geral \| Classificação geral \| Classificação geral \| Classificação geral \| \| Ciclista \| Ciclista \| Equipe \| Tempo \| \| \| ------------------- \| ------------------- \| -------------------------- \| ------------------- \| ------------------- \| \| 1. \| Tim Wellens \| Lotto-Soudal \| 4h24m12s \| \| \| 2. \| Jakob Fuglsang \| Astana \| + 5s \| \| \| 3. \| Ion Izagirre \| Astana \| + 5s \| \| \| 4. \| Jack Haig \| Mitchelton-Scott \| + 5s \| \| \| 5. \| Steven Kruijswijk \| Team Jumbo-Visma \| + 9s \| \| \| 6. \| Pello Bilbao \| Astana \| + 9s \| \| \| 7. \| Marco Canola \| Nippo-Vini Fantini-Faizanè \| + 9s \| \| \| 8. \| Aleksandr Vlasov \| Gazprom-RusVelo \| + 9s \| \| \| 9. \| Antwan Tolhoek \| Team Jumbo-Visma \| + 9s \| \| \| 10. \| Guillaume Martin \| Wanty-Gobert \| + 13s \| \| |                   |                            |          |
| |                   |                            |          |
| Fonte: ProCyclingStats |                   |                            |          |
| Classificação geral |                   |                            |          |
| Ciclista | Ciclista          | Equipe                     | Tempo    |
| 1. | Tim Wellens       | Lotto-Soudal               | 4h24m12s |
| 2. | Jakob Fuglsang    | Astana                     | + 5s     |
| 3. | Ion Izagirre      | Astana                     | + 5s     |
| 4. | Jack Haig         | Mitchelton-Scott           | + 5s     |
| 5. | Steven Kruijswijk | Team Jumbo-Visma           | + 9s     |
| 6. | Pello Bilbao      | Astana                     | + 9s     |
| 7. | Marco Canola      | Nippo-Vini Fantini-Faizanè | + 9s     |
| 8. | Aleksandr Vlasov  | Gazprom-RusVelo            | + 9s     |
| 9. | Antwan Tolhoek    | Team Jumbo-Visma           | + 9s     |
| 10. | Guillaume Martin  | Wanty-Gobert               | + 13s    |

### 2.ª etapa
| Sevilha - Torredonjimeno | etapa escarpada | (216,5 km) |

| \| Classificação por etapas \| Classificação por etapas \| Classificação por etapas \| Classificação por etapas \| Classificação por etapas \| \| Ciclista \| Ciclista \| Equipe \| Tempo \| \| \| ------------------------ \| ------------------------ \| ----------------------------- \| ------------------------ \| ------------------------ \| \| 1. \| Matteo Trentin \| Mitchelton-Scott \| 5h55m28s \| \| \| 2. \| Danny van Poppel \| Team Jumbo-Visma \| + 0s \| \| \| 3. \| Iván García Cortina \| Bahrain-Merida \| + 0s \| \| \| 4. \| Enrique Sanz \| Euskadi Basque Country-Murias \| + 0s \| \| \| 5. \| Manuel Belletti \| Androni Giocattoli-Sidermec \| + 0s \| \| \| 6. \| Andrea Pasqualon \| Wanty-Gobert \| + 0s \| \| \| 7. \| Jonas Van Genechten \| Vital Concept-B&B Hotels \| + 0s \| \| \| 8. \| Edward Planckaert \| Sport Vlaanderen-Baloise \| + 0s \| \| \| 9. \| Michael Van Staeyen \| Roompot-Charles \| + 0s \| \| \| 10. \| Vincenzo Albanese \| Bardiani CSF \| + 0s \| \| |                     |                               |          |
| |                     |                               |          |
| Fonte: ProCyclingStats |                     |                               |          |
| Classificação por etapas |                     |                               |          |
| Ciclista | Ciclista            | Equipe                        | Tempo    |
| 1. | Matteo Trentin      | Mitchelton-Scott              | 5h55m28s |
| 2. | Danny van Poppel    | Team Jumbo-Visma              | + 0s     |
| 3. | Iván García Cortina | Bahrain-Merida                | + 0s     |
| 4. | Enrique Sanz        | Euskadi Basque Country-Murias | + 0s     |
| 5. | Manuel Belletti     | Androni Giocattoli-Sidermec   | + 0s     |
| 6. | Andrea Pasqualon    | Wanty-Gobert                  | + 0s     |
| 7. | Jonas Van Genechten | Vital Concept-B&B Hotels      | + 0s     |
| 8. | Edward Planckaert   | Sport Vlaanderen-Baloise      | + 0s     |
| 9. | Michael Van Staeyen | Roompot-Charles               | + 0s     |
| 10. | Vincenzo Albanese   | Bardiani CSF                  | + 0s     |

| \| Classificação geral \| Classificação geral \| Classificação geral \| Classificação geral \| Classificação geral \| \| Ciclista \| Ciclista \| Equipe \| Tempo \| \| \| ------------------- \| ------------------- \| -------------------------- \| ------------------- \| ------------------- \| \| 1. \| Tim Wellens \| Lotto-Soudal \| 10h19m40s \| \| \| 2. \| Jakob Fuglsang \| Astana \| + 5s \| \| \| 3. \| Jack Haig \| Mitchelton-Scott \| + 5s \| \| \| 4. \| Ion Izagirre \| Astana \| + 5s \| \| \| 5. \| Marco Canola \| Nippo-Vini Fantini-Faizanè \| + 9s \| \| \| 6. \| Steven Kruijswijk \| Team Jumbo-Visma \| + 9s \| \| \| 7. \| Aleksandr Vlasov \| Gazprom-RusVelo \| + 9s \| \| \| 8. \| Pello Bilbao \| Astana \| + 9s \| \| \| 9. \| Antwan Tolhoek \| Team Jumbo-Visma \| + 9s \| \| \| 10. \| Guillaume Martin \| Wanty-Gobert \| + 13s \| \| |                   |                            |           |
| |                   |                            |           |
| Fonte: ProCyclingStats |                   |                            |           |
| Classificação geral |                   |                            |           |
| Ciclista | Ciclista          | Equipe                     | Tempo     |
| 1. | Tim Wellens       | Lotto-Soudal               | 10h19m40s |
| 2. | Jakob Fuglsang    | Astana                     | + 5s      |
| 3. | Jack Haig         | Mitchelton-Scott           | + 5s      |
| 4. | Ion Izagirre      | Astana                     | + 5s      |
| 5. | Marco Canola      | Nippo-Vini Fantini-Faizanè | + 9s      |
| 6. | Steven Kruijswijk | Team Jumbo-Visma           | + 9s      |
| 7. | Aleksandr Vlasov  | Gazprom-RusVelo            | + 9s      |
| 8. | Pello Bilbao      | Astana                     | + 9s      |
| 9. | Antwan Tolhoek    | Team Jumbo-Visma           | + 9s      |
| 10. | Guillaume Martin  | Wanty-Gobert               | + 13s     |

### 3.ª etapa
| Mancha Real - La Guardia de Jaén | contrarrelógio individual | (16,2 km) |

| \| Classificação por etapas \| Classificação por etapas \| Classificação por etapas \| Classificação por etapas \| Classificação por etapas \| \| Ciclista \| Ciclista \| Equipe \| Tempo \| \| \| ------------------------ \| ------------------------ \| ------------------------ \| ------------------------ \| ------------------------ \| \| 1. \| Tim Wellens \| Lotto-Soudal \| 22m25s \| \| \| 2. \| Jakob Fuglsang \| Astana \| + 2s \| \| \| 3. \| Ion Izagirre \| Astana \| + 9s \| \| \| 4. \| Steven Kruijswijk \| Team Jumbo-Visma \| + 9s \| \| \| 5. \| Adam Yates \| Mitchelton-Scott \| + 15s \| \| \| 6. \| Jack Haig \| Mitchelton-Scott \| + 16s \| \| \| 7. \| Pello Bilbao \| Astana \| + 19s \| \| \| 8. \| Simon Yates \| Mitchelton-Scott \| + 22s \| \| \| 9. \| Matej Mohorič \| Bahrain-Merida \| + 26s \| \| \| 10. \| Aleksandr Vlasov \| Gazprom-RusVelo \| + 47s \| \| |                   |                  |        |
| |                   |                  |        |
| Fonte: ProCyclingStats |                   |                  |        |
| Classificação por etapas |                   |                  |        |
| Ciclista | Ciclista          | Equipe           | Tempo  |
| 1. | Tim Wellens       | Lotto-Soudal     | 22m25s |
| 2. | Jakob Fuglsang    | Astana           | + 2s   |
| 3. | Ion Izagirre      | Astana           | + 9s   |
| 4. | Steven Kruijswijk | Team Jumbo-Visma | + 9s   |
| 5. | Adam Yates        | Mitchelton-Scott | + 15s  |
| 6. | Jack Haig         | Mitchelton-Scott | + 16s  |
| 7. | Pello Bilbao      | Astana           | + 19s  |
| 8. | Simon Yates       | Mitchelton-Scott | + 22s  |
| 9. | Matej Mohorič     | Bahrain-Merida   | + 26s  |
| 10. | Aleksandr Vlasov  | Gazprom-RusVelo  | + 47s  |

| \| Classificação geral \| Classificação geral \| Classificação geral \| Classificação geral \| Classificação geral \| \| Ciclista \| Ciclista \| Equipe \| Tempo \| \| \| ------------------- \| ---------------------------- \| ----------------------------- \| ------------------- \| ------------------- \| \| 1. \| Tim Wellens \| Lotto-Soudal \| 10h42m05s \| \| \| 2. \| Jakob Fuglsang \| Astana \| + 7s \| \| \| 3. \| Ion Izagirre \| Astana \| + 14s \| \| \| 4. \| Steven Kruijswijk \| Team Jumbo-Visma \| + 18s \| \| \| 5. \| Jack Haig \| Mitchelton-Scott \| + 21s \| \| \| 6. \| Pello Bilbao \| Astana \| + 28s \| \| \| 7. \| Matej Mohorič \| Bahrain-Merida \| + 39s \| \| \| 8. \| Aleksandr Vlasov \| Gazprom-RusVelo \| + 56s \| \| \| 9. \| Adam Yates \| Mitchelton-Scott \| + 1m04s \| \| \| 10. \| Óscar Rodríguez Garaicoechea \| Euskadi Basque Country-Murias \| + 1m16s \| \| |                              |                               |           |
| |                              |                               |           |
| Fonte: ProCyclingStats |                              |                               |           |
| Classificação geral |                              |                               |           |
| Ciclista | Ciclista                     | Equipe                        | Tempo     |
| 1. | Tim Wellens                  | Lotto-Soudal                  | 10h42m05s |
| 2. | Jakob Fuglsang               | Astana                        | + 7s      |
| 3. | Ion Izagirre                 | Astana                        | + 14s     |
| 4. | Steven Kruijswijk            | Team Jumbo-Visma              | + 18s     |
| 5. | Jack Haig                    | Mitchelton-Scott              | + 21s     |
| 6. | Pello Bilbao                 | Astana                        | + 28s     |
| 7. | Matej Mohorič                | Bahrain-Merida                | + 39s     |
| 8. | Aleksandr Vlasov             | Gazprom-RusVelo               | + 56s     |
| 9. | Adam Yates                   | Mitchelton-Scott              | + 1m04s   |
| 10. | Óscar Rodríguez Garaicoechea | Euskadi Basque Country-Murias | + 1m16s   |

### 4.ª etapa
| Armilla - Granada | média montanha | (119,9 km) |

| \| Classificação por etapas \| Classificação por etapas \| Classificação por etapas \| Classificação por etapas \| Classificação por etapas \| \| Ciclista \| Ciclista \| Equipe \| Tempo \| \| \| ------------------------ \| ------------------------ \| ------------------------ \| ------------------------ \| ------------------------ \| \| 1. \| Simon Yates \| Mitchelton-Scott \| 3h01m03s \| \| \| 2. \| Sergio Higuita \| Fundación Euskadi \| + 26s \| \| \| 3. \| Steven Kruijswijk \| Team Jumbo-Visma \| + 26s \| \| \| 4. \| Adam Yates \| Mitchelton-Scott \| + 26s \| \| \| 5. \| Ion Izagirre \| Astana \| + 26s \| \| \| 6. \| Pello Bilbao \| Astana \| + 26s \| \| \| 7. \| Jakob Fuglsang \| Astana \| + 26s \| \| \| 8. \| Aleksandr Vlasov \| Gazprom-RusVelo \| + 1m20s \| \| \| 9. \| Jack Haig \| Mitchelton-Scott \| + 1m20s \| \| \| 10. \| Héctor Carretero \| Movistar Team \| + 2m51s \| \| |                   |                   |          |
| |                   |                   |          |
| Fonte: ProCyclingStats |                   |                   |          |
| Classificação por etapas |                   |                   |          |
| Ciclista | Ciclista          | Equipe            | Tempo    |
| 1. | Simon Yates       | Mitchelton-Scott  | 3h01m03s |
| 2. | Sergio Higuita    | Fundación Euskadi | + 26s    |
| 3. | Steven Kruijswijk | Team Jumbo-Visma  | + 26s    |
| 4. | Adam Yates        | Mitchelton-Scott  | + 26s    |
| 5. | Ion Izagirre      | Astana            | + 26s    |
| 6. | Pello Bilbao      | Astana            | + 26s    |
| 7. | Jakob Fuglsang    | Astana            | + 26s    |
| 8. | Aleksandr Vlasov  | Gazprom-RusVelo   | + 1m20s  |
| 9. | Jack Haig         | Mitchelton-Scott  | + 1m20s  |
| 10. | Héctor Carretero  | Movistar Team     | + 2m51s  |

| \| Classificação geral \| Classificação geral \| Classificação geral \| Classificação geral \| Classificação geral \| \| Ciclista \| Ciclista \| Equipe \| Tempo \| \| \| ------------------- \| ------------------- \| ------------------- \| ------------------- \| ------------------- \| \| 1. \| Jakob Fuglsang \| Astana \| 13h43m41s \| \| \| 2. \| Ion Izagirre \| Astana \| + 7s \| \| \| 3. \| Steven Kruijswijk \| Team Jumbo-Visma \| + 11s \| \| \| 4. \| Pello Bilbao \| Astana \| + 21s \| \| \| 5. \| Adam Yates \| Mitchelton-Scott \| + 57s \| \| \| 6. \| Jack Haig \| Mitchelton-Scott \| + 1m08s \| \| \| 7. \| Sergio Higuita \| Fundación Euskadi \| + 1m12s \| \| \| 8. \| Aleksandr Vlasov \| Gazprom-RusVelo \| + 1m43s \| \| \| 9. \| Tim Wellens \| Lotto-Soudal \| + 2m53s \| \| \| 10. \| Dylan Teuns \| Bahrain-Merida \| + 3m41s \| \| |                   |                   |           |
| |                   |                   |           |
| Fonte: ProCyclingStats |                   |                   |           |
| Classificação geral |                   |                   |           |
| Ciclista | Ciclista          | Equipe            | Tempo     |
| 1. | Jakob Fuglsang    | Astana            | 13h43m41s |
| 2. | Ion Izagirre      | Astana            | + 7s      |
| 3. | Steven Kruijswijk | Team Jumbo-Visma  | + 11s     |
| 4. | Pello Bilbao      | Astana            | + 21s     |
| 5. | Adam Yates        | Mitchelton-Scott  | + 57s     |
| 6. | Jack Haig         | Mitchelton-Scott  | + 1m08s   |
| 7. | Sergio Higuita    | Fundación Euskadi | + 1m12s   |
| 8. | Aleksandr Vlasov  | Gazprom-RusVelo   | + 1m43s   |
| 9. | Tim Wellens       | Lotto-Soudal      | + 2m53s   |
| 10. | Dylan Teuns       | Bahrain-Merida    | + 3m41s   |

### 5.ª etapa
| Villa de Otura - Alhaurín de la Torre | média montanha | (163,9 km) |

| \| Classificação por etapas \| Classificação por etapas \| Classificação por etapas \| Classificação por etapas \| Classificação por etapas \| \| Ciclista \| Ciclista \| Equipe \| Tempo \| \| \| ------------------------ \| ------------------------ \| ----------------------------- \| ------------------------ \| ------------------------ \| \| 1. \| Matteo Trentin \| Mitchelton-Scott \| 3h58m19s \| \| \| 2. \| Enrique Sanz \| Euskadi Basque Country-Murias \| + 0s \| \| \| 3. \| Carlos Barbero \| Movistar Team \| + 0s \| \| \| 4. \| Tosh Van der Sande \| Lotto-Soudal \| + 0s \| \| \| 5. \| Colin Joyce \| Rally UHC Cycling \| + 0s \| \| \| 6. \| Matej Mohorič \| Bahrain-Merida \| + 0s \| \| \| 7. \| Juan José Lobato \| Nippo-Vini Fantini-Faizanè \| + 0s \| \| \| 8. \| Lars Boom \| Roompot-Charles \| + 0s \| \| \| 9. \| Eduard Prades \| Movistar Team \| + 0s \| \| \| 10. \| Steven Kruijswijk \| Team Jumbo-Visma \| + 0s \| \| |                    |                               |          |
| |                    |                               |          |
| Fonte: ProCyclingStats |                    |                               |          |
| Classificação por etapas |                    |                               |          |
| Ciclista | Ciclista           | Equipe                        | Tempo    |
| 1. | Matteo Trentin     | Mitchelton-Scott              | 3h58m19s |
| 2. | Enrique Sanz       | Euskadi Basque Country-Murias | + 0s     |
| 3. | Carlos Barbero     | Movistar Team                 | + 0s     |
| 4. | Tosh Van der Sande | Lotto-Soudal                  | + 0s     |
| 5. | Colin Joyce        | Rally UHC Cycling             | + 0s     |
| 6. | Matej Mohorič      | Bahrain-Merida                | + 0s     |
| 7. | Juan José Lobato   | Nippo-Vini Fantini-Faizanè    | + 0s     |
| 8. | Lars Boom          | Roompot-Charles               | + 0s     |
| 9. | Eduard Prades      | Movistar Team                 | + 0s     |
| 10. | Steven Kruijswijk  | Team Jumbo-Visma              | + 0s     |

## Classificações finais
- As classificações finalizaram da seguinte forma:[5]

### Classificação geral
| \| Classificação geral \| Classificação geral \| Classificação geral \| Classificação geral \| Classificação geral \| \| Ciclista \| Ciclista \| Equipe \| Tempo \| \| \| ------------------- \| ------------------- \| ------------------- \| ------------------- \| ------------------- \| \| 1. \| Jakob Fuglsang \| Astana \| 17h42m00s \| \| \| 2. \| Ion Izagirre \| Astana \| + 7s \| \| \| 3. \| Steven Kruijswijk \| Team Jumbo-Visma \| + 11s \| \| \| 4. \| Pello Bilbao \| Astana \| + 21s \| \| \| 5. \| Adam Yates \| Mitchelton-Scott \| + 57s \| \| \| 6. \| Jack Haig \| Mitchelton-Scott \| + 1m08s \| \| \| 7. \| Sergio Higuita \| Fundación Euskadi \| + 1m12s \| \| \| 8. \| Aleksandr Vlasov \| Gazprom-RusVelo \| + 1m43s \| \| \| 9. \| Tim Wellens \| Lotto-Soudal \| + 2m53s \| \| \| 10. \| Dylan Teuns \| Bahrain-Merida \| + 3m41s \| \| |                   |                   |           |
| |                   |                   |           |
| Fonte: ProCyclingStats |                   |                   |           |
| Classificação geral |                   |                   |           |
| Ciclista | Ciclista          | Equipe            | Tempo     |
| 1. | Jakob Fuglsang    | Astana            | 17h42m00s |
| 2. | Ion Izagirre      | Astana            | + 7s      |
| 3. | Steven Kruijswijk | Team Jumbo-Visma  | + 11s     |
| 4. | Pello Bilbao      | Astana            | + 21s     |
| 5. | Adam Yates        | Mitchelton-Scott  | + 57s     |
| 6. | Jack Haig         | Mitchelton-Scott  | + 1m08s   |
| 7. | Sergio Higuita    | Fundación Euskadi | + 1m12s   |
| 8. | Aleksandr Vlasov  | Gazprom-RusVelo   | + 1m43s   |
| 9. | Tim Wellens       | Lotto-Soudal      | + 2m53s   |
| 10. | Dylan Teuns       | Bahrain-Merida    | + 3m41s   |

### Classificação da montanha
| Classificação da montanha | Classificação da montanha | Classificação da montanha     | Classificação da montanha | Classificação da montanha |
| Ciclista                  | Ciclista                  | Equipe                        | Pontos                    |                           |
| ------------------------- | ------------------------- | ----------------------------- | ------------------------- | ------------------------- |
| 1.                        | Simon Yates               | Mitchelton-Scott              | 34 pts                    |                           |
| 2.                        | Álvaro Cuadros            | Caja Rural-Seguros RGA        | 15 pts                    |                           |
| 3.                        | Ion Izagirre              | Astana                        | 12 pts                    |                           |
| 4.                        | Jakob Fuglsang            | Astana                        | 8 pts                     |                           |
| 5.                        | Dario Cataldo             | Astana                        | 8 pts                     |                           |
| 6.                        | Antwan Tolhoek            | Team Jumbo-Visma              | 7 pts                     |                           |
| 7.                        | Luis León Sánchez         | Astana                        | 6 pts                     |                           |
| 8.                        | Tomasz Marczyński         | Lotto-Soudal                  | 6 pts                     |                           |
| 9.                        | Sergio Samitier           | Euskadi Basque Country-Murias | 5 pts                     |                           |
| 10.                       | Adam Yates                | Mitchelton-Scott              | 5 pts                     |                           |

### Classificação por pontos
| Classificação por pontos | Classificação por pontos | Classificação por pontos      | Classificação por pontos | Classificação por pontos |
| Ciclista                 | Ciclista                 | Equipe                        | Pontos                   |                          |
| ------------------------ | ------------------------ | ----------------------------- | ------------------------ | ------------------------ |
| 1.                       | Tim Wellens              | Lotto-Soudal                  | 53 pts                   |                          |
| 2.                       | Matteo Trentin           | Mitchelton-Scott              | 50 pts                   |                          |
| 3.                       | Jakob Fuglsang           | Astana                        | 49 pts                   |                          |
| 4.                       | Steven Kruijswijk        | Team Jumbo-Visma              | 48 pts                   |                          |
| 5.                       | Ion Izagirre             | Astana                        | 47 pts                   |                          |
| 6.                       | Enrique Sanz             | Euskadi Basque Country-Murias | 34 pts                   |                          |
| 7.                       | Simon Yates              | Mitchelton-Scott              | 33 pts                   |                          |
| 8.                       | Jack Haig                | Mitchelton-Scott              | 31 pts                   |                          |
| 9.                       | Pello Bilbao             | Astana                        | 29 pts                   |                          |
| 10.                      | Adam Yates               | Mitchelton-Scott              | 26 pts                   |                          |

### Classificação por equipas
| Classificação por equipes | Classificação por equipes | Classificação por equipes | Classificação por equipes |
| Equipe                    | Equipe                    | Tempo                     |                           |
| ------------------------- | ------------------------- | ------------------------- | ------------------------- |
| 1.                        | Astana                    | 53h06m28s                 |                           |
| 2.                        | Mitchelton-Scott          | + 2m02s                   |                           |
| 3.                        | Movistar Team             | + 12m14s                  |                           |
| 4.                        | Team Jumbo-Visma          | + 16m25s                  |                           |
| 5.                        | Gazprom-RusVelo           | + 16m56s                  |                           |

## Evolução das classificações
| Etapa                 | Vencedor              | Classificação geral | Classificação da montanha | Classificação por pontos | Classificação por equipas |
| --------------------- | --------------------- | ------------------- | ------------------------- | ------------------------ | ------------------------- |
| 1.ª                   | Tim Wellens           | Tim Wellens         | Sergio Samitier           | Tim Wellens              | Astana                    |
| 2.ª                   | Matteo Trentin        | Tim Wellens         | Dries Van Gestel          | Tim Wellens              | Astana                    |
| 3.ª                   | Tim Wellens           | Tim Wellens         | Dries Van Gestel          | Tim Wellens              | Astana                    |
| 4.ª                   | Simon Yates           | Jakob Fuglsang      | Simon Yates               | Tim Wellens              | Astana                    |
| 5.ª                   | Matteo Trentin        | Jakob Fuglsang      | Simon Yates               | Tim Wellens              | Astana                    |
| Classificações finais | Classificações finais | Jakob Fuglsang      | Simon Yates               | Tim Wellens              | Astana                    |

## UCI World Ranking
A Volta à Andaluzia outorgará pontos para o UCI World Ranking para corredores das equipas nas categorias UCI WorldTeam, Profissional Continental e Equipas Continentais. As seguintes tabelas são o barómetro de pontuação e os corredores que obtiveram pontos:
| Posição             | 1.º | 2.º | 3.º | 4.º | 5.º | 6.º | 7.º | 8.º | 9.º | 10.º | 11.º | 12.º | 13.º | 14.º | 15.º | 16.º-30.º | 31.º-40.º |
| Classificação geral | 200 | 150 | 125 | 100 | 85  | 70  | 60  | 50  | 40  | 35   | 30   | 25   | 20   | 15   | 10   | 5         | 3         |
| Por etapa           | 20  | 10  | 5   |     |     |     |     |     |     |      |      |      |      |      |      |           |           |
| Líder               | 5   |     |     |     |     |     |     |     |     |      |      |      |      |      |      |           |           |

| Classificação |                   |                  |       |       |       |       |
| Posição       | Ciclista          | Equipa           | Geral | Etapa | Líder | Total |
| ------------- | ----------------- | ---------------- | ----- | ----- | ----- | ----- |
| 1.º           | Jakob Fuglsang    | Astana           | 200   | 20    | 5     | 225   |
| 2.º           | Ion Izagirre      | Astana           | 150   | 10    | -     | 160   |
| 3.º           | Steven Kruijswijk | Jumbo-Visma      | 125   | 5     | -     | 130   |
| 4.º           | Pello Bilbao      | Astana           | 100   | -     | -     | 100   |
| 5.º           | Tim Wellens       | Lotto Soudal     | 40    | 40    | 15    | 95    |
| 6.º           | Adam Yates        | Mitchelton-Scott | 85    | -     | -     | 85    |
| 7.º           | Jack Haig         | Mitchelton-Scott | 70    | -     | -     | 70    |
| 8.º           | Sergio Higuita    | Fundação Euskadi | 60    | 10    | -     | 70    |
| 9.º           | Aleksandr Vlasov  | Gazprom-RusVelo  | 50    | -     | -     | 50    |
| 10.º          | Matteo Trentin    | Mitchelton-Scott | -     | 40    | -     | 40    |